# Lijst van cryptografen
Een cryptograaf is een wetenschapper (meestal een wiskundige of een informaticus) die onderzoek doet op het gebied van cryptografie en/of cryptoanalyse.

## Voor de wereldoorlogen

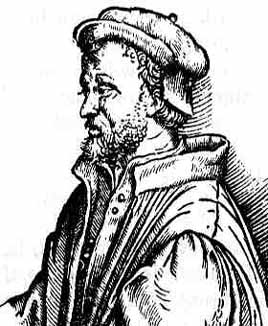
Girolamo Cardano

- Julius Caesar (100 v.Chr.–44 v.Chr.), gebruiker van cryptografie. Het Caesarcijfer is vernoemd naar hem, hoewel te betwijfelen valt of hij de uitvinder van dit substitutiecijfer is.
- Al-Kindi (c. 801–c. 873), Arabisch filosoof en wetenschapper. Een recent ontdekt manuscript, oorspronkelijk vervaardigd omstreeks 850, van zijn hand geldt als het oudst bekende werk over frequentieanalyse.
- Roger Bacon (circa 1214–1294), geeft een beschrijving van cryptografie in zijn Epistle on the Secret Works of Art and the Nullity of Magic en wordt daardoor in verband gebracht met het Voynichmanuscript.
- Leone Battista Alberti (1404–1472), onder meer uitvinder van de polyalfabetische subsitutie.
- Johannes Trithemius (1462–1516), mysticus en de eerste die een beschrijving van het gebruik van een tabula recta in polyalfabetische substitutie gaf. Tevens schrijver van een vroeg werk over cryptografie en steganografie.
- Jacopo Silvestri (c. 1500), schrijver van het tweede gedrukte werk over cryptografie.
- Girolamo Cardano (1501–1576), uitvinder van de eerste vorm van autoclave en van het Cardanorooster.
- Giovan Battista Bellaso (1505–?), uitvinder van de naar Giambattista della Porta vernoemde Portatabel en het naar Blaise de Vigenère vernoemde Vigenèrecijfer.
- Blaise de Vigenère (1523–1596), schrijver van het Traicte de Chiffres, het Vigenèrecijfer is naar hem vernoemd.
- Giambattista della Porta (1538–1615), auteur van een belangrijk werk over cryptoanalyse.
- Filips van Marnix van Sint-Aldegonde (1540–1598), ontcijferde Spaanse berichten voor Willem van Oranje tijdens de Nederlandse opstand tegen de Spanjaarden.
- Thomas Phelippes (16e eeuw), ontcijferde berichten in het Babingtonplot.
- François Viète (1540–1603), ontcijferde Spaanse berichten tijdens de Tachtigjarige Oorlog.
- Francis Bacon (1561–1626), bedacht onder meer het Baconalfabet.
- August van Brunswijk-Lüneburg (1579–1666) publiceerde onder het pseudoniem Gustaves Selenus in 1624 het werk Cryptomenytices et Cryptographiae libri IX.
- Raphael Mnishovsky (1580–1644), wordt in verband gebracht met het Voynichmanuscript.
- Antoine Rossignol (1600–1682), mede ontwerper van het Grote Geheimschrift van Lodewijk XIV.
- John Wilkins (1614–1672), schrijver van het oudst bekende werk over cryptografie in de Engelse taal.
- John Wallis (1616–1703), cryptograaf voor de Britse geheime dienst van John Thurloe.
- Abel Tasien d'Alonne (1642–1723), ontcijferde berichten tijdens de Spaanse Successieoorlog.
- William Blencowe (c. 1683–1712), kleinzoon en opvolger als Decipherer van John Wallis.
- Pierre Lyonet (1706–1789), Nederlands dierkundige en cijferklerk.
- Johann Friedrich Euler (1741–1800), cryptoloog aan het hof van Willem V van Oranje-Nassau.
- George Scovell (1774–1861), ontcijferde berichten voor Arthur Wellesley
- Charles Babbage (1791–1871), wiskundige die, ten tijde van de Krimoorlog, in het geheim een effectieve manier bedacht om polyalfabetische substitutie versleutelingen aan te vallen.
- Charles Wheatstone (1802–1875), uitvinder van de Playfairversleuteling en de Wheatstonetelegraaf.
- Friedrich Kasiski (1805–1881), auteur van het eerst gepubliceerde werk over het aanvallen van Vigenèrecijfers.
- Edouard Fleissner von Wostrowitz (1825–1888), schrijver van het Handbuch der Kryptographie waarin hij het gebruik van draaiendroosterversleuteling promoot.
- Auguste Kerckhoffs (1835–1903), bekend om zijn bijdragen over de principes van het ontwerp van versleutelingen.
- Felix Delastelle (1840–1902), bekend van onder meer het bifidcijfer en het trifidcijfer.
- Étienne Bazeries (1846–1931), onder meer bekend van de Bazeriescilinder.

## Cryptografen uit de Eerste en Tweede Wereldoorlog

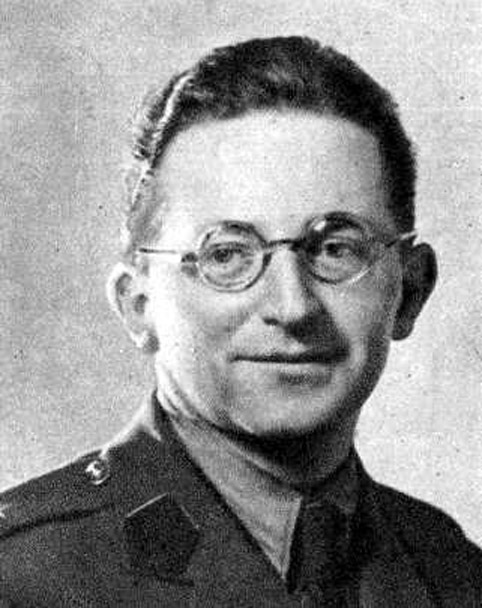
Marian Rejewski

- Edward Hebern (1869–1952), vroege uitvinder van cryptografische rotormachines.
- Hugo Alexander Koch (1870–1928), patenteerde in 1919 de geheimschriftmachine Enigma in Nederland.
- Arvid Gerhard Damm (?–1929), patenteerde vrijwel gelijktijdig met Koch een vroege Enigma-machine.
- Theo van Hengel (1875–1939), uitvinder van rotormachines.
- Rudolf Spengler (1875–1955), uitvinder van rotormachines.
- Arthur Scherbius (1878–1929), mede-ontwikkelaar van de Enigma-machine.
- Alastair Denniston (1881–1961), UK, chef van de Government Communications Headquarters in Bletchley Park tijdens WWII.
- Henri Koot (1883–1959), van 1920 tot 1933 hoofd van het Cryptografisch Bureau.
- Dilwyn Knox (1884–1943), Brits codebreker in zowel Kamer 40 als op Station X.
- Nigel de Grey (1886–1951), speelde een belangrijke rol in de ontcijfering van het Zimmermanntelegram (WWI).
- Herbert Yardley (1889–1958), auteur van The American Black Chamber.
- Laurance Safford (1890–1973), pionier voor de cryptologische eenheid OP-20-G van de Amerikaanse marine.
- William F. Friedman (1891–1969), brak in 1940 de Japanse code PURPLE.
- Elizebeth Friedman (1892–1980), auteur, cryptoanalist en pionier voor de cryptografie in de Verenigde Staten.
- Boris Hagelin (1892–1983), uitvinder van onder meer de M-209 rotormachine.
- John Tiltman (1894–1982),
- John Joseph Rochefort (1898–1976), hoofd van HYPO, het cryptoanalyse-station van de Amerikaanse marine in Pearl Harbour.
- Solomon Kullback (1903–1994)
- Marian Rejewski (1905–1980), brak in 1932 de Duitse Enigma-machine als eerste.
- Gordon Welchman (1906–1985)
- Henryk Zygalski (1906–1978), ontwikkelde in dienst van het Poolse Biuro Szyfrów de Zygalski-bladen.
- Abraham Sinkov (1907–1998)
- Frank Rowlett (1908–1998)
- Jerzy Różycki (1909–1942)
- Alan Mathison Turing (1912–1954)
- William Tutte (1917–2002)
- Leo Marks (1920–2001)
- George Painvin (1886–1980), brak in 1918 de Duitse ADFGVX code

## Moderne tijd

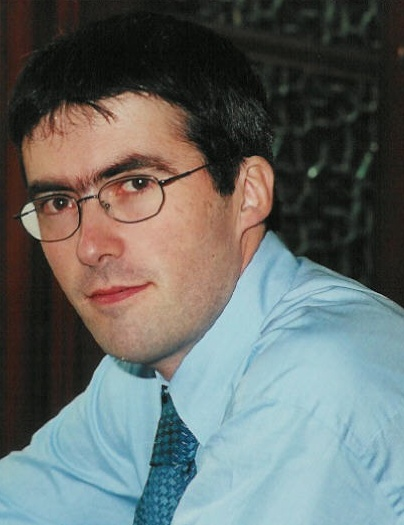
Vincent Rijmen

- Roelof Maarten Marie Oberman (1910-1989), maker van de one time pad systemen Colex en Ecolex t.b.v. telexberichtvercijfering voor de Nederlandse overheid.
- Horst Feistel (1915–1990), grondlegger van het Lucifer-algoritme en de Data Encryption Standard.
- Claude Shannon (1916–2001), bewees dat one-time-pads onbreekbaar zijn.
- David Wheeler (1927–2004), ontwerper van WAKE en medeontwerper van TEA
- Leonard Adleman (1945), mede-ontwerper van het RSA-algoritme.
- Ron Rivest (1947), mede-ontwerper van het RSA-algoritme.
- Adi Shamir (1952), mede-ontwerper van het RSA-algoritme.
- Philip Zimmermann (1954), ontwerper van Pretty Good Privacy.
- Bruce Schneier (1963), ontwerper van twofish en blowfish.
- Joan Daemen (1965), mede-ontwerper van AES.
- Vincent Rijmen (1970), mede-ontwerper van AES.
- Clifford Cocks (?), ontwierp RSA drie jaar voordat het onafhankelijk door Rivest, Shamir en Adleman her-uitgevonden werd.
- Satoshi Nakamoto (?), ontwerper van bitcoin.